# Taekwondo-Europameisterschaften 2004
Die Taekwondo-Europameisterschaften 2004 fanden vom 2. bis 5. Mai 2004 in Lillehammer, Norwegen, statt. Veranstaltet wurden die Titelkämpfe von der European Taekwondo Union (ETU). Insgesamt fanden 16 Wettbewerbe statt, jeweils acht bei Frauen und Männern in unterschiedlichen Gewichtsklassen.
Mit fünf Gold- und vier Silbermedaillen war Spanien die erfolgreichste Nation vor der Türkei und Frankreich. Nevena Lukić wurde in der Klasse bis 51 Kilogramm Europameisterin und gewann damit die einzige Medaille für Österreich. Die deutschen Starter gewannen einmal Silber und zweimal Bronze.

## Medaillengewinner

### Frauen
| Gewichtsklasse | Gold                    | Silber              | Bronze                 |
| -------------- | ----------------------- | ------------------- | ---------------------- |
| - 47 kg        | Brigitte Yagüe          | Adamantia Psalida   | Sara Abdel Wahab       |
| - 47 kg        | Brigitte Yagüe          | Adamantia Psalida   | Kadriye Selimoğlu      |
| - 51 kg        | Nevena Lukić            | Jennifer Delgado    | Charlene Mongelard     |
| - 51 kg        | Nevena Lukić            | Jennifer Delgado    | Hanna Zajc             |
| - 55 kg        | Zeynep Murat            | Sandra Nitschke     | Margarita Mkrttschjan  |
| - 55 kg        | Zeynep Murat            | Sandra Nitschke     | Carine Zelmanovitch    |
| - 59 kg        | Gwladys Épangue         | Hamide Bıkçın Tosun | Cristiana Corsi        |
| - 59 kg        | Gwladys Épangue         | Hamide Bıkçın Tosun | Liudmila Zheronkina    |
| - 63 kg        | Miet Filipović          | Muriel Bujalance    | Esther Scholten        |
| - 63 kg        | Miet Filipović          | Muriel Bujalance    | Joyce van Baaren       |
| - 67 kg        | Sibel Güler             | Ibone Lallana       | Jekaterina Arutjunjan  |
| - 67 kg        | Sibel Güler             | Ibone Lallana       | Sarandoula Pagonaki    |
| - 72 kg        | Alessja Tscharnjauskaja | Aitziber los Arcos  | Jekaterina Nasarowa    |
| - 72 kg        | Alessja Tscharnjauskaja | Aitziber los Arcos  | Laurence Rase          |
| + 72 kg        | Nataša Vezmar           | Sarah Stevenson     | Yvonne Oude Luttikhuis |
| + 72 kg        | Nataša Vezmar           | Sarah Stevenson     | Kiriaki Kouvari        |

### Männer
| Gewichtsklasse | Gold               | Silber            | Bronze                |
| -------------- | ------------------ | ----------------- | --------------------- |
| - 54 kg        | Paul Green         | Seifula Magomedow | Kadir Dolaş           |
| - 54 kg        | Paul Green         | Seifula Magomedow | Pedro Póvoa           |
| - 58 kg        | Juan Antonio Ramos | Elnur Amanov      | Rakesh Debipersad     |
| - 58 kg        | Juan Antonio Ramos | Elnur Amanov      | Ludovic Vo            |
| - 62 kg        | Omar Badía         | Maxim Boitsov     | Aziz Bartal           |
| - 62 kg        | Omar Badía         | Maxim Boitsov     | Ümit Köse             |
| - 67 kg        | Niyaməddin Paşayev | Matija Šantić     | Erdal Aylanç          |
| - 67 kg        | Niyaməddin Paşayev | Matija Šantić     | Raphaël Decius        |
| - 72 kg        | Ertan Baştuğ       | Carlo Molfetta    | Tommy Mollet          |
| - 72 kg        | Ertan Baştuğ       | Carlo Molfetta    | Joni Viitanen         |
| - 78 kg        | Rosendo Alonso     | Christophe Négrel | Rəşəd Əhmədov         |
| - 78 kg        | Rosendo Alonso     | Christophe Négrel | Thijs Oude Luttikhuis |
| - 84 kg        | Bruno Ntep         | Patrick Stevens   | Təvəkkül Bayramov     |
| - 84 kg        | Bruno Ntep         | Patrick Stevens   | Bahri Tanrıkulu       |
| + 84 kg        | Rubén Montesinos   | Pascal Gentil     | Ken Holter            |
| + 84 kg        | Rubén Montesinos   | Pascal Gentil     | Milorad Kuzmanović    |

## Medaillenspiegel
| Platz  | Land                   | Gold | Silber | Bronze | Gesamt |
| ------ | ---------------------- | ---- | ------ | ------ | ------ |
| 1      | Spanien                | 5    | 4      | −      | 9      |
| 2      | Türkei                 | 3    | 1      | 4      | 8      |
| 3      | Frankreich             | 2    | 2      | 4      | 8      |
| 4      | Kroatien               | 2    | 1      | 1      | 4      |
| 5      | Aserbaidschan          | 1    | 1      | 2      | 4      |
| 6      | Vereinigtes Königreich | 1    | 1      | 1      | 3      |
| 7      | Belarus                | 1    | −      | 1      | 2      |
| 8      | Österreich             | 1    | −      | −      | 1      |
| 9      | Niederlande            | −    | 1      | 5      | 6      |
| 10     | Russland               | −    | 1      | 3      | 4      |
| 11     | Deutschland            | −    | 1      | 2      | 3      |
| 11     | Griechenland           | −    | 1      | 2      | 3      |
| 11     | Italien                | −    | 1      | 2      | 3      |
| 14     | Ukraine                | −    | 1      | −      | 1      |
| 15     | Schweden               | −    | −      | 2      | 2      |
| 16     | Belgien                | −    | −      | 1      | 1      |
| 16     | Norwegen               | −    | −      | 1      | 1      |
| 16     | Portugal               | −    | −      | 1      | 1      |
| Gesamt | Gesamt                 | 16   | 16     | 32     | 64     |